# Серебровский, Глеб Владимирович
Глеб Владимирович Серебро́вский (1896—1975) — советский оперный певец (бас). Заслуженный артист РСФСР (1934). Лауреат Сталинской премии второй степени (1947).

## Биография
Родился в 1896 (по другим данным — в 1897 году).
Пел в Мариинском театре.
В 1927—1930 и 1932—1935 годах солист Свердловского АТОБ имени А. В. Луначарского
Затем выступал в Куйбышевского АТОБ и САТОБ имени Н. Г. Чернышевского.
Скончался в 1975 году. Похоронен в Саратове на Воскресенском кладбище.

## Творчество
- «Борис Годунов» М. П. Мусоргского — Борис Годунов, Пимен
- «Хованщина» М. П. Мусоргского — Досифей
- «Иван Сусанин» М. И. Глинки — Иван Сусанин
- «Руслан и Людмила» М. И. Глинки — Руслан, Фарлаф
- «Русалка» А. С. Даргомыжского — Мельник
- «Мазепа» П. И. Чайковского — Кочубей
- «Золотой петушок» Н. А. Римского-Корсакова — Дадон
- «Аида» Дж. Верди — Амонасро
- «Тоска» Дж. Пуччини — Скарпиа

## Награды и премии
- Сталинская премия второй степени (1947) — за исполнение партии Дадона в оперном спектакле «Золотой петушок» Н. А. Римского-Корсакова
- Заслуженный артист РСФСР (1934)